# Luftkurort Arosa

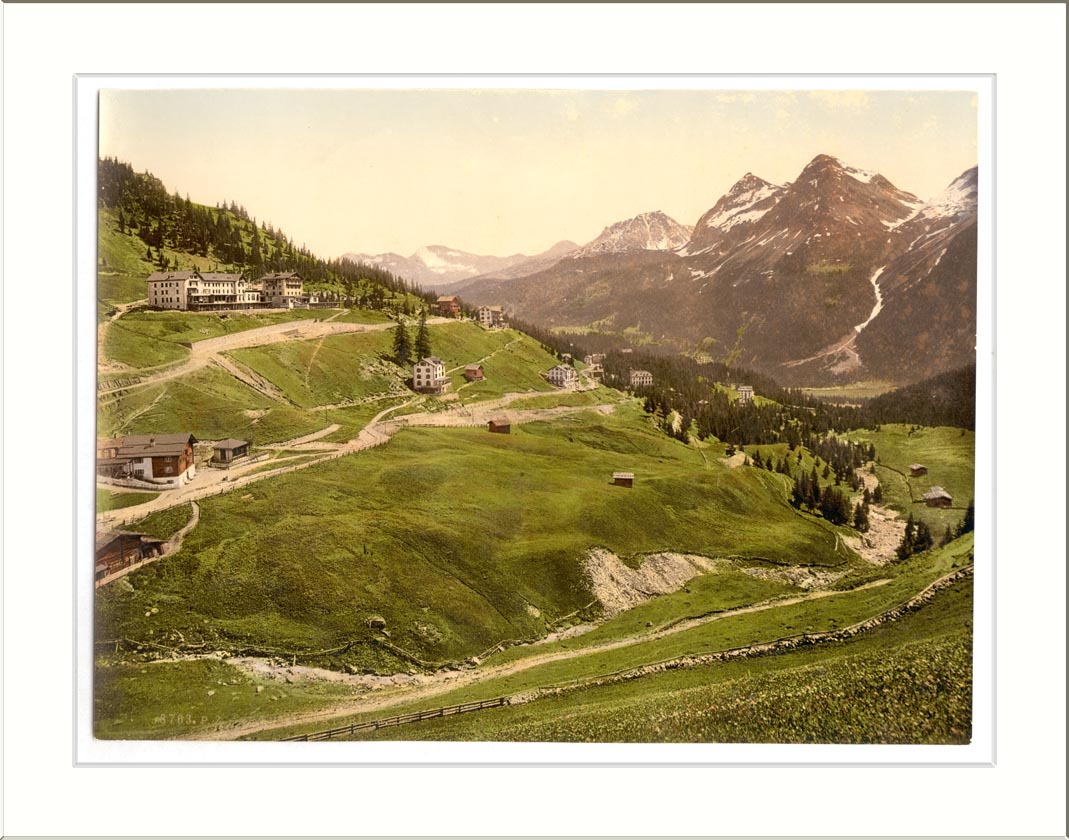
Arosa um 1890 mit Sanatorium Arosa (oben)

Der Luftkurort Arosa ist ein historischer Kur- und Erholungsort mit privaten und öffentlichen Höhenkliniken, Sanatorien, Lungenheilstätten, Pensionen und Kurhotels in der Berggemeinde Arosa im Kanton Graubünden, in der Schweiz. Sein Aufschwung im 19. Jahrhundert hing mit der Entwicklung in der Behandlung der Tuberkulose zusammen.

## Lage und Klima
Die höchstgelegene Siedlung im Schanfigg befindet sich auf 1775 m. Das Klima zeichnet sich durch einen frischen Sommer (der Juli hat mit 11,9 °C die wärmste Monatsmitteltemperatur) und viele nebelfreie, sonnige Wintertage aus, deren wärmende Wirkung durch die sichere Schneelage erhöht wird. Die Hanglage von Arosa verstärkte die intensive Besonnung. Die starke Sonneneinstrahlung, die niedrige Luftfeuchtigkeit, die relativ geringe Niederschlagsmenge sowie die intensive Lichteinwirkung mit reichlicher ultravioletter Strahlung erwiesen sich als Heilfaktoren bei der Tuberkulose.

## Zugang
Die 1890 erfolgte Verlängerung der Schanfiggerstrasse (Poststrasse) von Langwies nach Arosa führte innert kurzer Zeit zum Bau einer ganzen Reihe von Sanatorien, Heilstätten und Hotels. Die Eröffnung der Chur–Arosa-Bahn 1914 ermöglichte trotz schwierigem Umfeld mitten im Ersten Weltkrieg die Entwicklung Arosas zum eigentlichen Weltkurort.

## Geschichte
Ab 1865 kamen die ersten an Tuberkulose Erkrankten aus allen Ländern Europas nach Graubünden, wo sie vor allem in Davos und Arosa weilten, wo gegen Ende des 19. Jahrhunderts eine ganze Reihe von Sanatorien oder Heilstätten entstanden sind. 1869 hatte der Davoser Arzt Alexander Spengler eine Publikation über die Landschaft Davos als Kurort gegen Lungenschwindsucht veröffentlicht, die grosses Aufsehen erregte.
Um 1870 verbrachten erste sogenannte Sommerfrischler aus der Region und der Schweiz ihren Sommerurlaub in privaten Unterkünften in Arosa.
Der an Lungentuberkulose erkrankte deutsche Arzt Otto Herwig kam 1882 nach Davos. Von dort besuchte er im Frühjahr 1883 Arosa, wo er in der «Pension Brunold» in der Leinegga ⊙ logierte. Er beobachtete die Wirkung des Winterklimas in Arosa und eröffnete 1888 zusammen mit seiner Schwester Marie Herwig das erste Sanatorium, das «Sanatorium Berghilf» auf dem Grundstück des heutigen Tschuggen Grand Hotel am Abhang des Tschuggen. Er war auch der erste, der sich in Arosa auf Skiern fortbewegte, die er aus Skandinavien kommen liess. Das Sanatorium Berghilf wurde 1901 vergrössert und in «Sanatorium Arosa» ⊙ umbenannt. 1929/30 wurde aus dem Sanatorium das Tschuggen Grand Hotel, ein Sporthotel für Wintergäste.
1910 wurde das «Waldsanatorium Arosa» ⊙ eröffnet. Christian Morgenstern liess sich im neu eröffneten Waldsanatorium pflegen. Thomas Mann und seine Frau Katja waren Stammgäste im Waldhotel. Sie verbrachten mindestens achtmal längere Ferien in Arosa. 1914 und 1926 war Katia Mann im Waldsanatorium, dem späteren Waldhotel, zur Kur. Die Ferientage im März 1933 in Arosa wurden die ersten Tage der Manns im Exil. 1932 wurde aus dem Waldsanatorium das Neue Waldhotel und von 1947 bis 1961 das Eidgenössische Militärsanatorium und dann wieder zum «Waldhotel National».
Der Besitzer des «Hotels Seehof», Peter Wieland, erstellte von 1914 bis 1916 zusammen mit dem Arzt Otto Amrein das «Sanatorium Altein» ⊙ als Privatsanatorium. 1931 wurde das Altein durch Cuoni Meier-Wieland in ein Sporthotel umgewandelt. Während des Zweiten Weltkrieges diente das Haus zeitweise der Aufnahme von Internierten. Von 1946 bis 1978 betrieb der Kanton Zürich das Altein als Heilstätte und Höhenklinik (1960 als Zürcher Höhenklinik durch den Arzt Johannes Gartmann eröffnet), und 1979 wurde es vom Ferienverein übernommen, wieder zum Hotel umgebaut und 2016 sanft renoviert.
Die «Bündner Heilstätte Arosa» ⊙ wurde 1916 als öffentliches Sanatorium eröffnet und 1960 zum Hotel umgebaut (heute Blatters Bellavista).
Das «Sanatorium Florentinum» ⊙ wurde 1929 als Tuberkuloseheilstätte vom Institut Ingenbohl errichtet. 1960 wurde das Florentinum zu einem Heil- und Rekonvaleszenz-Zentrum, und 1996 wurde der Kurbetrieb durch die Ingenbohler Ordensschwestern eingestellt (heute Arosa Mountain Lodge).

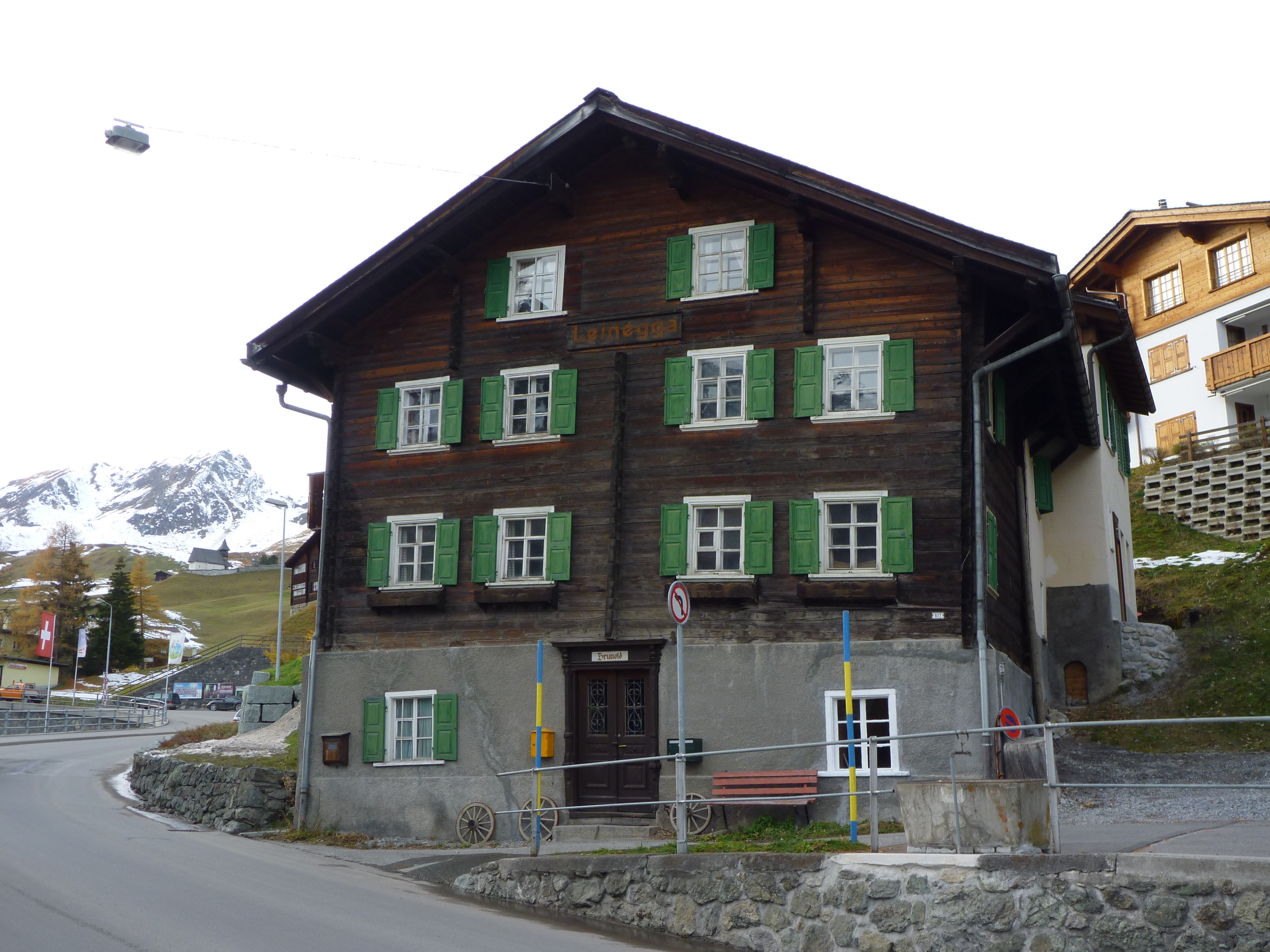
Pension Brunold, Leinegga (2009)
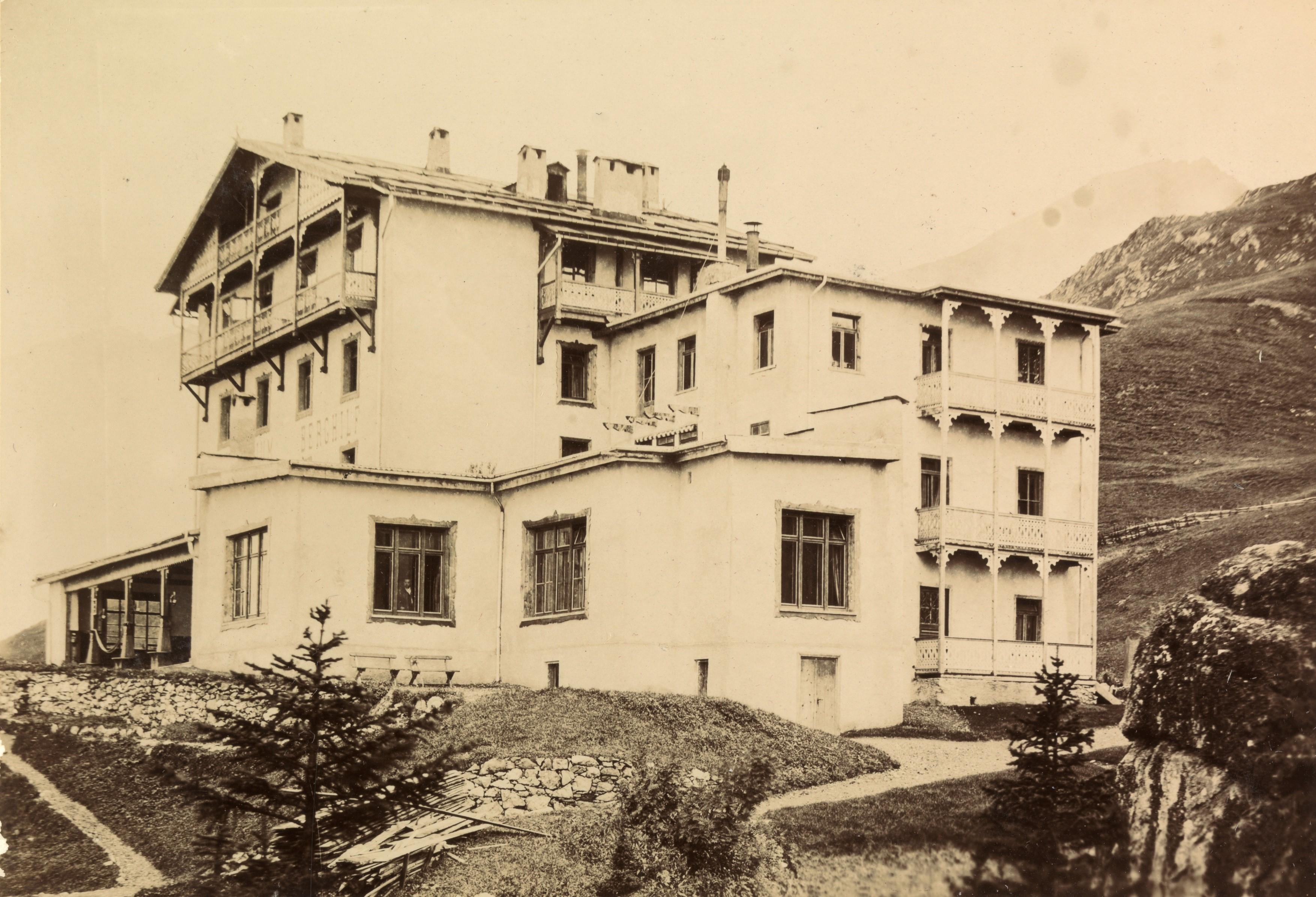
Sanatorium Berghilf (1890)
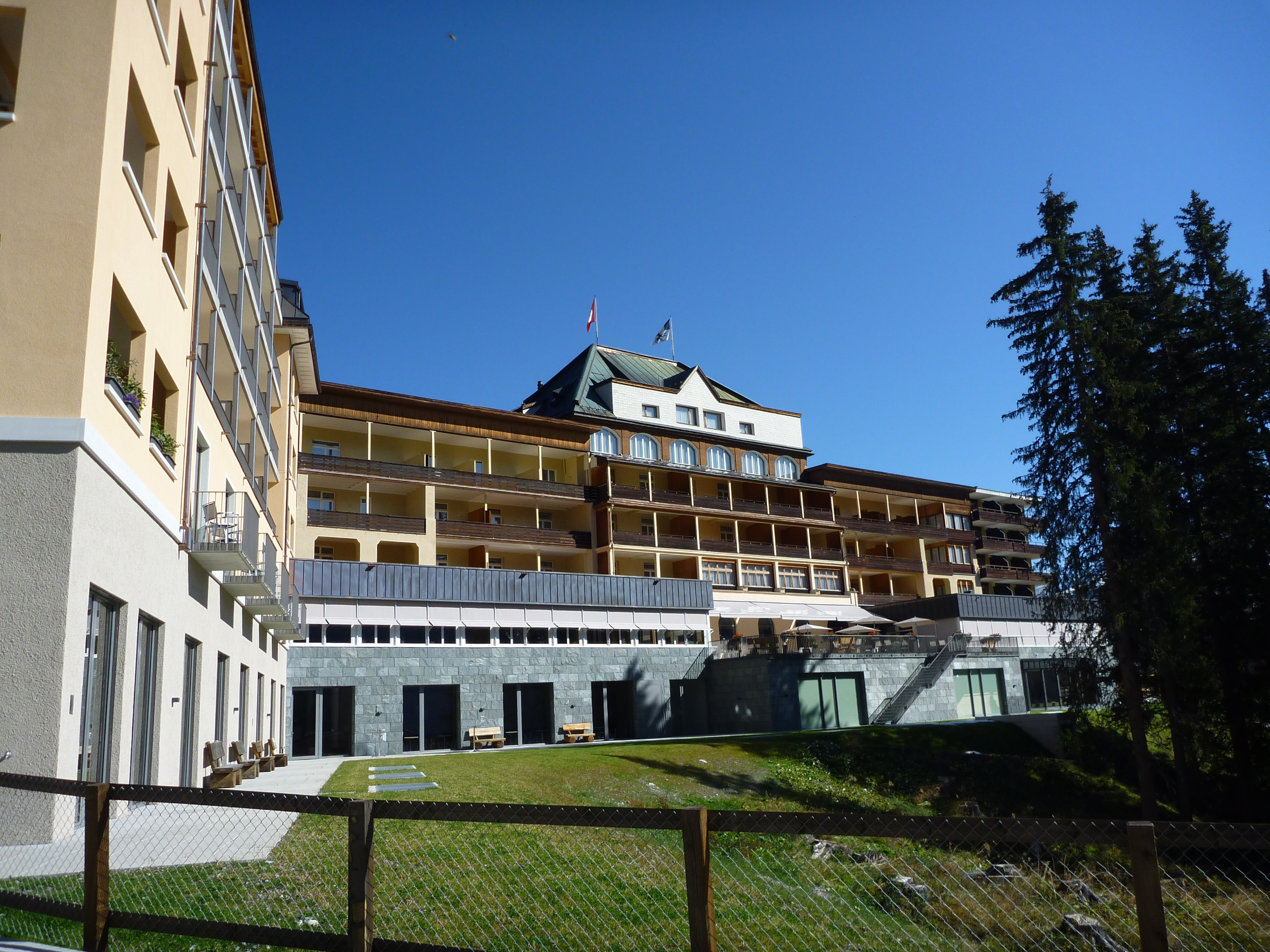
Waldsanatorium Arosa (2011)
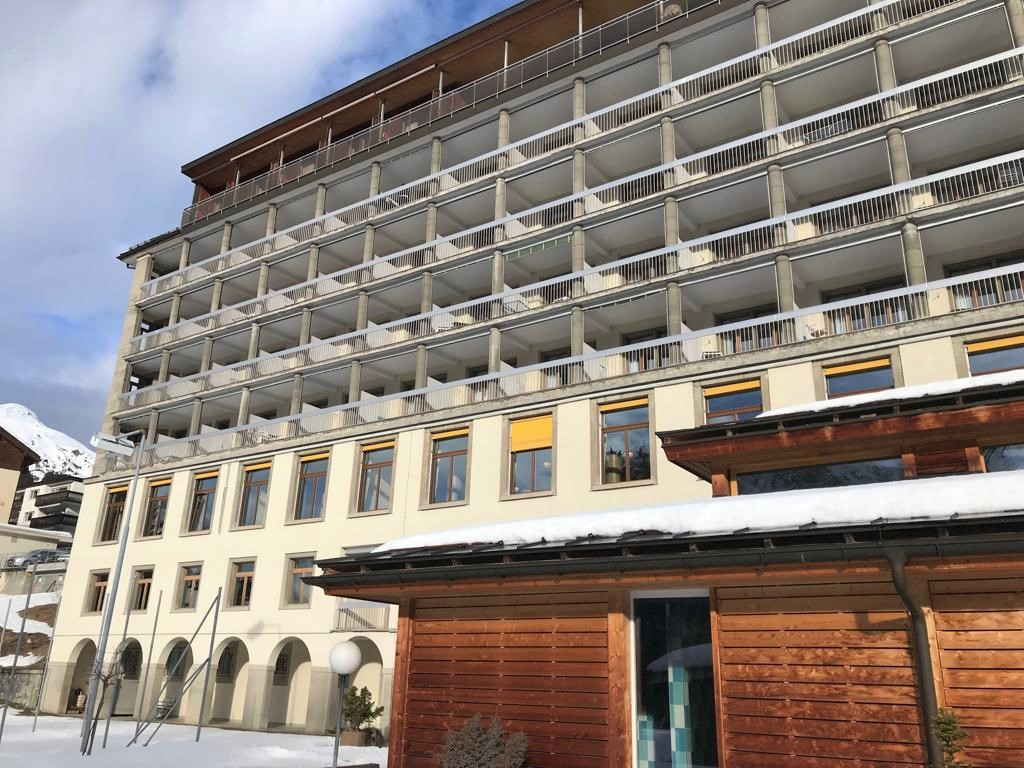
Ehemaliges Sanatorium Altein, heute Faern Resort Altein (2022)
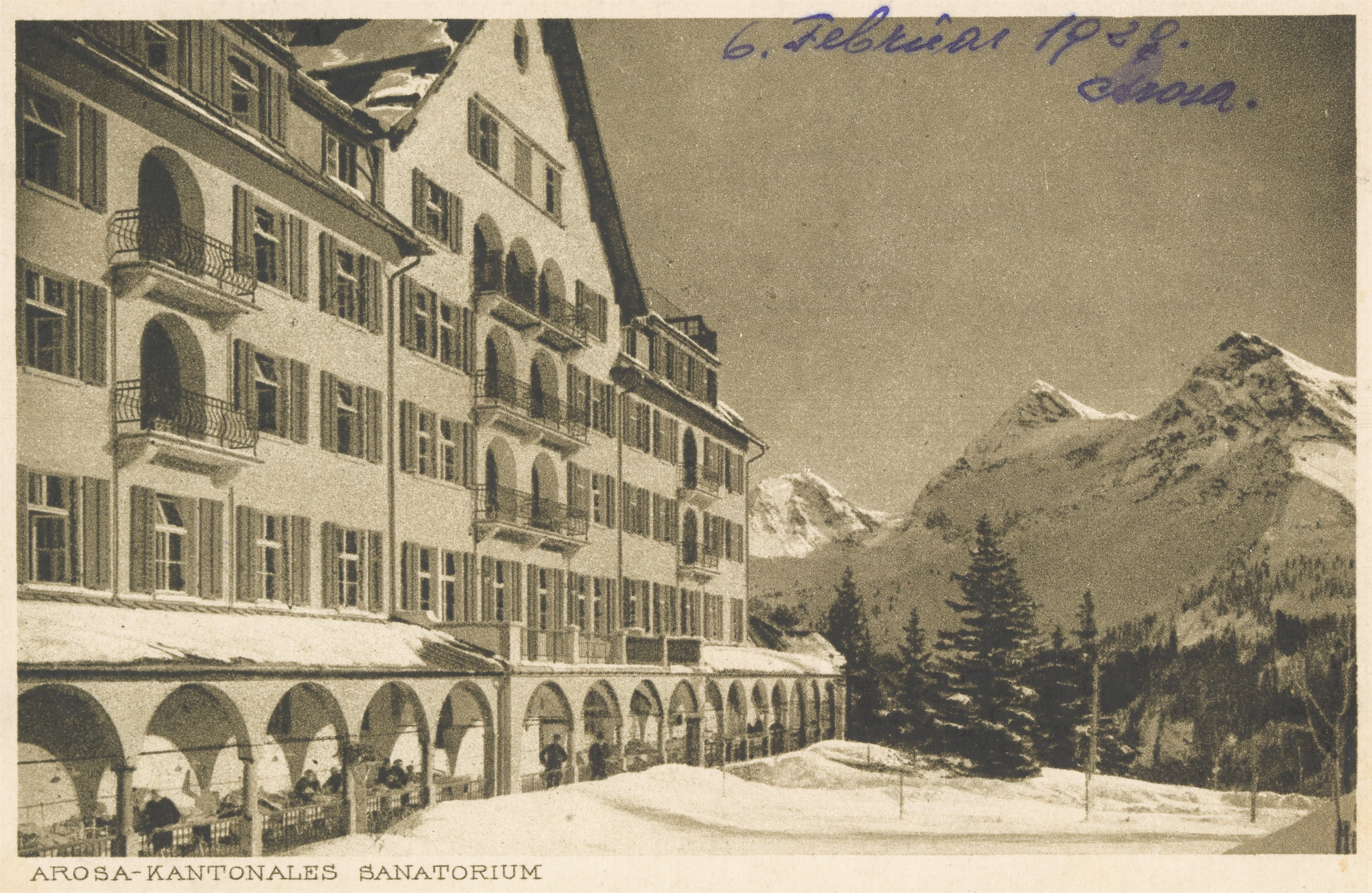
Bündner Sanatorium Arosa (1929)

## Bekannte Aerzte und Patienten
- Gala Éluard Dalí
- Hans Kaltneker
- Carl Rüedi
- Hermann Seidel